# Eduardo Iturrizaga
Eduardo Patricio Iturrizaga Bonelli (* 1. November 1989 in Caracas) ist ein venezolanischer Schachspieler, der seit Januar 2021 für den spanischen Schachverband spielberechtigt ist.
Die venezolanische Einzelmeisterschaft konnte er fünfmal gewinnen: 2005 bis 2008 und 2019. Er spielte für Venezuela bei acht Schacholympiaden: 2004 bis 2018, dabei gewann er bei der Schacholympiade 2006 am zweiten Brett die individuelle Bronzemedaille.
Beim Schach-Weltpokal 2007 scheiterte er in der ersten Runde an Pjotr Swidler, beim Schach-Weltpokal 2009 schlug er in der ersten Runde Sergey Tiviakov und schied er in der zweiten Runde gegen Baadur Dschobawa aus, beim Schach-Weltpokal 2013 scheiterte er in der ersten Runde an Alexander Onischuk, beim Schach-Weltpokal 2015 scheiterte er ebenso in der ersten Runde an Maxim Rodshtein.
In Deutschland spielte er in der Bundesliga für DJK Aufwärts St. Josef Aachen 1920 (2016/17 und 2017/18).
In Spanien hat er für CA Equigoma-Casa Social Católica und CA Collado Villalba gespielt. 2021 gewann er die spanische Einzelmeisterschaft in Linares.
Mit seiner höchsten Elo-Zahl von 2673 lag er im März 2017 auf Platz 72 der FIDE-Weltrangliste.
| Hier fehlt eine Grafik, die leider im Moment aus technischen Gründen nicht angezeigt werden kann. Wir arbeiten daran! |